# Nejvyšší soud Československa
Nejvyšší soud Československa může označovat několik nejvyšších soudů, které působily v bývalém Československu. Především jde o prvorepublikový Nejvyšší soud Československé republiky, který vznikl roku 1918, také ale o stejně pojmenovaný nejvyšší soud, který byl zřízen podle tzv. Ústavy 9. května, poté též o Nejvyšší soud Československé socialistické republiky a nakonec i o Nejvyšší soud České a Slovenské Federativní Republiky.

## Nejvyšší soud Československé republiky (1918–1948)

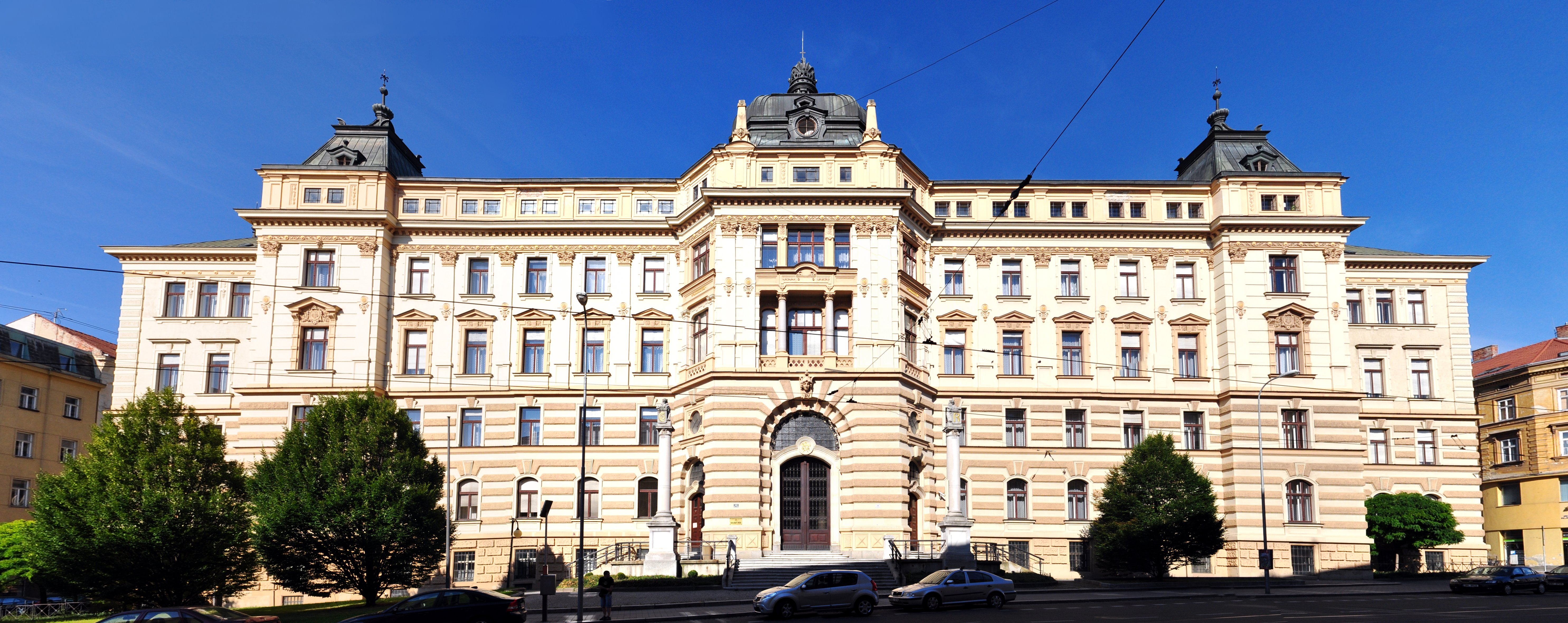
Justiční palác v Rooseveltově ulici v Brně

Nejvyšší soud s působností pro celé území Československé republiky byl zřízen de iure v listopadu 1918 v Praze, brzy nato byl ale díky aktivitě tehdejšího prvního děkana brněnské právnické fakulty a poslance Františka Weyra přesunut do Brna (na rozdíl od Nejvyššího správního soudu, který zůstal v Praze), kde také 5. listopadu 1919 zahájil svou činnost. Umístěn byl v justičním paláci v ulici Na hradbách (dnes Rooseveltova ulice), kde však působily i další brněnské soudy, a Nejvyšší soud si proto musel kvůli značně stísněným poměrům zřídit vzdálenější detašované pracoviště v novém zemském domě.
Soud se skládal z předsedy a jednoho místopředsedy, kteří se nazývali první a druhý president nejvyššího soudu, dále ze sedmi předsedů senátů, tzv. senátních presidentů nejvyššího soudu, a z dalších 40 soudců, nazývaných radové nejvyššího soudu (od roku 1930 se počet senátních prezidentů zvýšil na devět a ostatních soudců na 48). Působili u něj i pomocní soudní úředníci. Prvním předsedou Nejvyššího soudu se stal Augustin Popelka, kterého koncem roku 1930 vystřídal Vladimír Fajnor. Dlouholetým místopředsedou, který se zasloužil o pořádání judikatury soudu, byl František Vážný.
Nejvyšší soud rozhodoval jako konečná instance ve všech věcech občanskoprávních a trestních, kromě toho mu příslušelo rozhodovat i o určení příslušnosti obecných soudů, když podmínky takového určení chyběly, o delegaci určité věci na jiný než obecně příslušný soud, v kárných věcech soudců, o odvoláních proti rozhodnutím advokátních komor a o dalších věcech, které mu zákon přímo svěřoval. Mohl také podávat posudky k návrhům zákonů, které se týkaly soudnictví, a dokonce mohl i přijetí takových zákonů navrhnout ministru spravedlnosti. Rozhodoval v pětičlenných senátech. V plénu pak mj. volil ze svých soudců dva soudce tehdejšího sedmičlenného ústavního soudu. K zastupování zájmů státu u něj byla zřízena generální prokuratura v čele s generálním prokurátorem. Roku 1923 byl v jeho sídle zřízen z důvodu ochrany republiky speciální Státní soud, přičemž prvním presidentem na jeden rok vybraní soudci Nejvyššího soudu se na jeho činnosti podíleli jako tzv. soudci z povolání.
Nejvyšší soud působil v Brně i v letech 1939–1945, ovšem vzhledem k podmínkám se už nazýval Nejvyšší soud Protektorátu Čechy a Morava. Vedl jej tehdy Theodor Nussbaum a kromě něj zde působilo pět senátních
prezidentů a 23 soudních radů. Sedm soudců a dalších devět zaměstnanců soudu však zahynulo při bombardování Brna 20. listopadu 1944 (pamětní deska je umístěna na budově jeho tehdejšího detašovaného pracoviště v paláci Morava na Malinovského náměstí č. 4). Po skončení druhé světové války byla obnovena kontinuita československého právního řádu a státních orgánů, v činnosti tedy nadále pokračoval Nejvyšší soud Československé republiky. V Bratislavě však ještě nějakou dobu působil relativně samostatný slovenský Nejvyšší soud, zřízený už roku 1939.

## Nejvyšší soud Československé republiky (1948–1960)

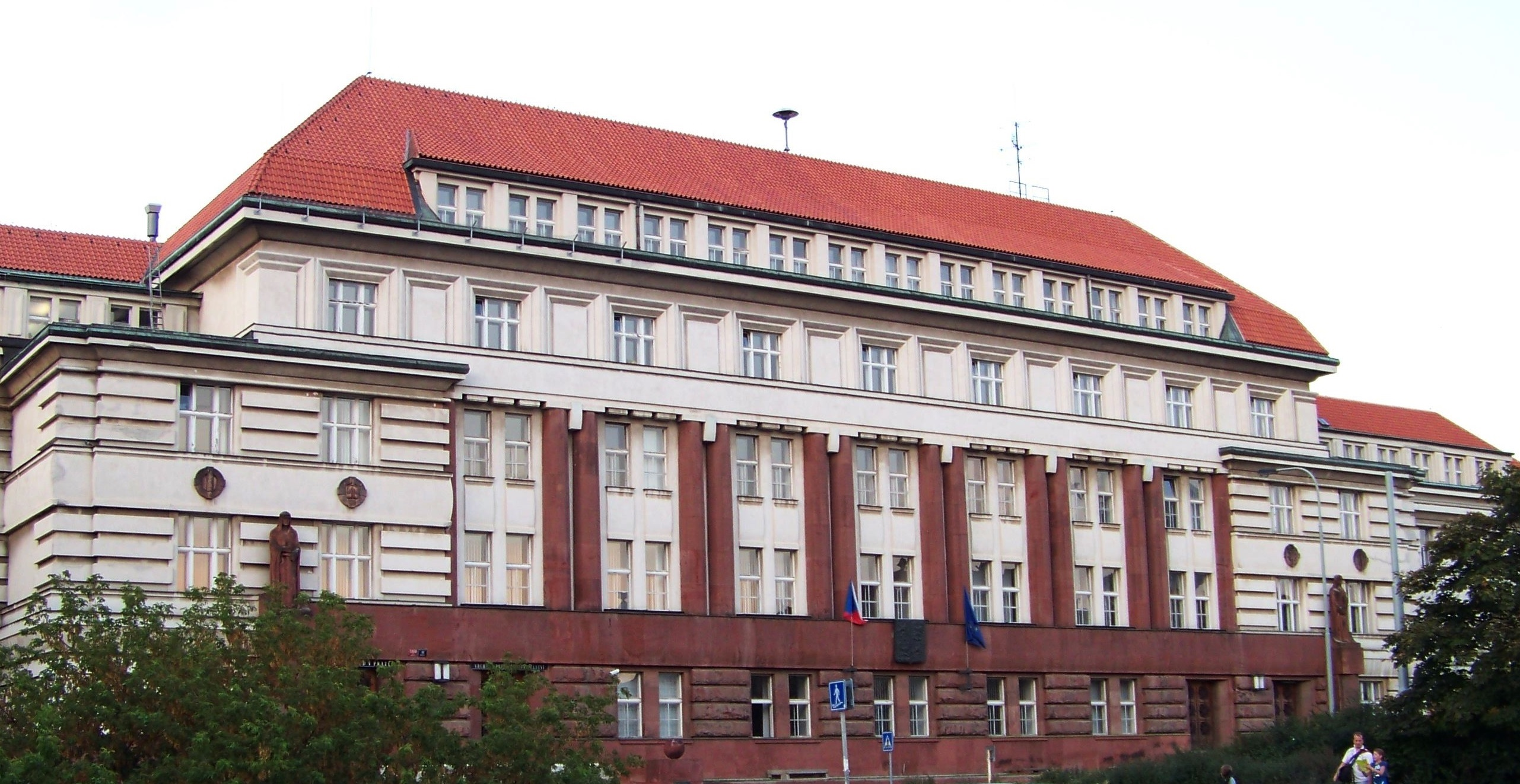
Justiční palác na náměstí Hrdinů v Praze

Ačkoli šlo po vydání komunistické ústavy v roce 1948 stále o Nejvyšší soud Československé republiky, tedy formálně navazující na předválečný nejvyšší soud, ve skutečnosti šlo již o jiné těleso. V souvislosti se zákonem o „zlidovění soudnictví“ byl navíc doplněn o tzv. soudce z lidu, přičemž ve většině jeho senátního rozhodování byli tito soudci ve většině. Sídlo soudu pak bylo k 1. lednu 1950 přesunuto do hlavního města Prahy, zde sídlil v novoklasicistním justičním paláci na náměstí Hrdinů na Pankráci.
Tento nejvyšší soud především rozhodoval ve druhé instanci o opravných prostředcích podaných proti nepravomocným rozhodnutím krajských a vyšších vojenských soudů jako soudů první instance, případně o stížnostech pro porušení zákona, které mohl podat generální prokurátor nebo předseda nejvyššího soudu proti už pravomocným rozhodnutím všech ostatních soudů. V plénu pak mohl rozhodnout o stížnosti pro porušení zákona, podaných proti rozhodnutím některého jeho senátu. Kromě toho také měl sledovat rozhodování soudů nižších stupňů a zajišťovat jednotnost tohoto rozhodování prostřednictvím vydávání závazných směrnic, kterými měl být zajištěn jednotný výklad právních předpisů. Oborově se dělil se na kolegia, a to občanskoprávní, trestní a vojenské. Roku 1955 bylo zřízeno i jeho předsednictvo, složené z předsedy soudu, předsedů všech tří kolegií, kteří byli zároveň náměstky předsedy soudu, a dalšího soudce, jmenovaného ministrem spravedlnosti, které připravovalo jednání pléna soudu a projednávalo otázky dozoru nad rozhodovací činností ostatních soudů.

## Nejvyšší soud Československé socialistické republiky (1960–1990)
V souvislosti s přijetím nové ústavy roku 1960 se nejvyšší soud začal označovat jako Nejvyšší soud Československé socialistické republiky. Tento soud podobně jako dřívější nejvyšší soud měl také tři kolegia, občanskoprávní, trestní a vojenské, stejně jako prezidium, které dozorovalo rozhodovací činnost ostatních soudů a připravovalo jednání pléna. Plénum také kromě obdobného rozhodování o stížnostech pro porušení zákona senáty nejvyššího soudu mohlo vydávat závazné směrnice k výkladu právních předpisů. Klasická činnost soudu ovšem spočívala v rozhodování v pětičlenných senátech o opravných prostředcích proti nepravomocným rozhodnutím krajských a vyšších vojenských soudů a ve tříčlenných senátech o stížnostech pro porušení zákona podaných generálním prokurátorem nebo předsedou nejvyššího soudu proti už pravomocným rozhodnutím ostatních soudů.
Původně šlo o jediný nejvyšší soud celého státu, ale v důsledku federalizace Československa v roce 1969 vedle něj, jakožto soudu federálního, vznikly i republikové nejvyšší soudy České socialistické republiky a Slovenské socialistické republiky. Pravomoc federálního nejvyššího soudu se tím zúžila na záležitosti týkající se celého státu. Uznával tedy rozhodnutí cizozemských soudů a rozhodoval především ve vojenské justici nebo tehdy, bylo-li nutné vyřešit spor o příslušnost mezi oběma republikami. V obecné justici rozhodoval pouze o stížnostech pro porušení zákona proti rozhodnutím republikových nejvyšších soudů. Ty se podobně jako on členily na kolegia (trestní a občanskoprávní), též mohly zaujímat v rámci své působnosti stanoviska k výkladů zákonů a bylo jim také společné, že se již nově nevytvářelo prezidium soudu a že u nich přestali působit soudci z lidu. Těžiště rozhodovací činnosti ovšem spočívalo na republikových nejvyšších soudech, v tříčlenných senátech rozhodovaly jak o odvoláních proti rozhodnutím krajských soudů jako soudů prvního stupně, tak o mimořádných opravných prostředcích, stížnostech pro porušení zákona.

## Nejvyšší soud České a Slovenské Federativní Republiky (1990–1992)
Na tomto základním schématu československé justice se nic zásadního nezměnilo ani v krátkém období České a Slovenské Federativní Republiky. Pouze se zavedením nových soudních agend u všech nejvyšších soudů přibylo kolegium obchodní a kolegium správní. V roce 1991 bylo nicméně na návrh moravské poslankyně Sněmovny lidu Federálního shromáždění Marty Nazari-Buřivalové rozhodnuto o vrácení sídla Nejvyššího soudu ČSFR do Brna, s účinností od 1. ledna 1993 pak byl tento federální nejvyšší soud transformován na Nejvyšší soud České republiky a dosavadní republikový Nejvyšší soud České republiky byl transformován ve Vrchní soud v Praze. Šlo o kompromis, řešící konkurenci těchto dvou vrcholných soudních institucí, navíc se dosavadní předseda federálního nejvyššího soudu Otakar Motejl stal předsedou Nejvyššího soudu a dosavadní předseda republikového nejvyššího soudu Antonín Mokrý předsedou Vrchního soudu v Praze. Původní republikový Nejvyšší soud Slovenské republiky zůstal i nadále nejvyšším soudem samostatného slovenského státu.

## Seznam předsedů
Předsedy československého Nejvyššího soudu postupně byli:
- Augustin Popelka (1918–1930)
- Vladimír Fajnor (1930–1939)
- Theodor Nussbaum (1944–1946)[pozn. 3]
- Ivan Dérer (1946–1948)
- Igor Daxner (1948–1953)
- Josef Urválek (1953–1963)
- Josef Litera (1963–1968)
- Otomar Boček (1968–1970)
- Vojtěch Přichystal (1970–1972)
- Josef Ondřej (1972–1990)
- Otakar Motejl (1990–1992)